# Komitet do spraw Królestwa Polskiego
Komitet do spraw Królestwa Polskiego – instytucja polityczna w Imperium Rosyjskim. Powstała w 1864 po zniesieniu odrębnego sekretariatu stanu Królestwa Polskiego. Prezesem komitetu był car rosyjski. 
Komitet zniesiono 10 czerwca 1881 r. na mocy postanowienia w Gatczynie (miasto w Rosji), który jego kompetencje przekazał komitetowi ministrów, zaś urzędników kancelarii usuniętego komitetu przeniósł do kancelarii ogólnej komitetu ministrów. Ten składał się z kilku członków domu panującego (czyli dynastii Romanowów), tudzież ministrów czynnych. Wówczas prezesem był były minister, sekretarz stanu Piotr Wałujew.